# 모리스 드 블라맹크
모리스 드 블라맹크(Maurice de Vlaminck, 1876년 4월 4일 ~ 1958년 10월 11일)는 프랑스의 화가이다.
1899년 드랭과 사귀면서 자연을 대상으로 그림 공부를 하였다. 마티스 등과 더불어 야수파 운동에 참가했다. 처음에는 고흐의 영향을 받아 원색의 밝은 색조로 점과 곡선을 사용하여 유동적인 그림을 그렸다. 그 후 세잔의 영향을 받기도 했으나, 1918년부터는 새로운 사실주의의 작품을 그렸다. 주요 작품으로 <센 강변> <강변 풍경> 등이 있다.
'예술에 있어서 이론이란 의사의 처방과 같은 정도로 필요하다고 믿는 사람이 있다면 그 사람은 반드시 병자임에 틀림없다. 지식은 본능을 말살해 버린다. 그림의 창작은 유통(流通)이 자재(自在)로운 그림을 그리는 것이 아니고 자기의 그림을 그리는 것이다.' 이렇게 단언하는 모리스 드 블라맹크는 가장 포브적인 화가였으며 포비슴 속에 산 화가이기도 하였다. 그는 1876년 파리에서 출생하였으나 그 집안은 플랑드르 출신이라 한다. 양친은 음악가로 자제의 교육에는 무관심한 보헤미안 기질이었다. 그러기 때문에 그는 독학으로 그림공부를 하였고, 바이올린을 켠다든지 자전거경주의 선수를 해 가면서 자수성가(自手成家)의 인생을 걷지 않으면 안 되었다. 이러한 의미에서도 그는 본능에 의하여 화가가 되려고 하였던 것이다. 더욱이 그는 "화가란 무정부주의자와 같아 직업이 아니다"라고 하였으며, 또 "나는 어린이의 눈으로 사물을 본다"라고도 하였다. 그는 드랭과의 교우로 마티스와 사귀어 포비슴 운동에 가담하였다. 블라맹크는 무엇보다도 생명력의 표현을 화면에서 추구해 보려던 화가이다. "나는 미풍양속에 혁신을 불러일으키고 싶다. 진부한 이론과 의고전주의(擬古典主義)에서 해방된 자연의 활달함을 보여주고 싶다"고 말하던 그의 패기는 색채의 과잉과 범람으로 화면에 마구 넘쳐 흘러 포브 중에서도 더한층 높은 음색의 절규가 되었다.